# Duitse oorlogsverklaring aan Nederland
Om 06:00 uur 's ochtends (Amsterdamse tijd) op 10 mei 1940 overhandigde de Duitse gezant Graf Zech von Burkensroda aan de Nederlandse minister van Buitenlandse Zaken Van Kleffens onderstaande verklaring in het Duits:

Mededeling doen van inzetten van geweldige Duitse troepenmacht.
Elk verzet volledig zinloos
Duitsland garandeert Europese en buiten-Europese bezittingen en de dynastie, indien elk verzet achterwege blijft. Anders gevaar van volledige vernietiging van het land en het staatsbestel
Daarom dringend eisen oproep volk en strijdkrachten en eisen opnemen contact met Duitse militaire commandanten.
Motivering: wij hebben onweerlegbare bewijzen van een onmiddellijk dreigende inval van Frankrijk en Engeland in België, Nederland, Luxemburg, die met medeweten van Nederland en België sinds lang is voorbereid. Doel: oprukken naar Roergebied.

Zech von Burkensroda had dit eigenlijk moeten omwerken in een volledige verklaring maar kreeg een zenuwinzinking en had het originele telegram van Joachim von Ribbentrop alleen letterlijk overgeschreven; hij was ook, door tranen overmand, niet in staat om een woord uit te brengen, zodat Van Kleffens het briefje maar van de huilende gezant aannam.
Veel Nederlandse bronnen hebben de telegramstijl omgewerkt in lopende zinnen:

Wij kondigen U de inzet van een geweldige Duitse troepenmacht aan. Elke tegenstand is volmaakt doelloos. Duitsland garandeert de staat van bezit in Europa en Overzee, zowel als de dynastie, indien elke tegenstand uitblijft. Zo niet, dan bestaat er gevaar voor een volledige vernietiging van het land en zijn staatsbestel. Daarom manen wij u dringend aan, tot het Volk en de Weermacht een oproep te richten en voorts in verbinding te treden met Duitse militaire commando's.
Motivering: Wij hebben onweerlegbare bewijzen voor een onmiddellijk dreigende inval van Frankrijk en Engeland in België, Nederland en Luxemburg, die met medeweten van Nederland en België sinds lang was voorbereid, met het doel op het Roergebied een aanval te doen.

Zoals duidelijk wordt uit de tekst gaat het niet om een echte oorlogsverklaring maar om een aanbod om, net als Denemarken een maand eerder, een Duits protectoraat te worden op dreiging van vernietiging van de Nederlandse staat. Dit stelde Van Kleffens voor een probleem: hij kon zelf niet de oorlog verklaren omdat daarvoor toestemming van de Staten-Generaal nodig was; aan de andere kant moest duidelijk worden gemaakt dat Nederland niet op het aanbod inging. Het antwoord van de minister was:

'Met verontwaardiging wijst Harer Majesteits Regeering de aantijging der Duitsche Regeering van de hand, dat zij, op eenige wijze, of met eenige mogendheid, geheime en tegen Duitschland gerichte afspraken heeft gemaakt. Gezien den ongehoorden Duitschen aanval op Nederland, een aanval begonnen zonder eenige voorafgaande waarschuwing, is de Nederlandsche Regeering van oordeel, dat thans een staat van oorlog is ontstaan tusschen het Koninkrijk en Duitschland.

De oorlog was volgens Van Kleffens al simpelweg een feit.